# Голяма фрегата
Голямата фрегата (Fregata minor) е голяма морска птица от семейство Фрегати. Основните гнездови популации се намират на островите в Тихия океан (включително Галапагоските острови) и Индийския океан, както и Южния Атлантик.

## Описание
Голямата фрегата достига дължина до 105 cm. На цвят са предимно черни. Видовете проявяват полов диморфизъм – женската е по-голяма от мъжкия и има бяла гушка и гърди. Раменните пера на мъжките са с лилаво-зелен блясък. През размножителния период мъжките придобиват възможност да разтягат гръдна торбичка, с която да се перчат. Хранят се с риба уловена по време на полет от повърхността на океана.